# 伊藤豪
伊藤 豪（いとう ごう、1938年3月4日 - ）は、日本の俳優、司会者、ナレーター。東京電機大学高等学校、早稲田大学文学部演劇専修卒業。劇団アドック所属。

## 経歴・人物
父は養蚕教師として郡是製糸に在籍し、戦時中は軍属としてインドネシアに派遣され、戦後は埼玉県にある郡是製糸株式会社の原料部に配属されていた。
本人は山形の母の実家で小学低学年時代を過ごしたが三年になる頃天童市(旧天童町)久野本に移住した。その後父の会社のある埼玉県鴻巣市に移住し、鴻巣中学校を卒業後東京電機大学高等学校に進む。
高等学校は電機大学への一過程でもあったが普通科が存在しており、そこに在籍した。他の科との違いは大学への進学科として、高校時代に文科系の内容を一通り習得する目的があったように思われる。その過程の中で、学園祭で行われた演劇作品に参加したのが契機となり、理系から文系に舵を切り替えることになった。
早稲田大学文学部で演劇を学び劇団民藝の俳優教室に入所し、研究生を経て劇団員として様々な作品に出演した。1973年劇団民藝を退団。東京俳優生活協同組合に所属。
有吉佐和子訳「ケイトンズヴィル事件の九人」を上演・出演する。参加者に宇野重吉、滝沢修、芦田伸介、中村吉右衛門 (2代目)、緒形拳、杉村春子等が集まり話題になる。
その後演劇集団友、劇団鬼の演などを結成し、2001年、三園ゆう子、吉野晴雄等と共に六本木に劇団アドックを設立。赤坂に移転し今日に至る。主に麻布区民センターホールを利用する麻布演劇市に所属し、脚本、演出、出演を担当している。この間NHKや民放のドラマやショー番組に出演、コマーシャルでは通販のはしりといわれた日本文化センターテレフォンショッピングキャスターとして出演。2017年に至るまで継続出演している。司会者としては３千組を越える婚礼司会をホテルオークラ、フォーシーズンズホテルで行っている。現在、港区のふれあい会館で朗読や語りの「表現講座」を実施している。
港区老人クラブ連合会、港区シルバー人材センターに所属し、港区内での文化芸術振興の一環として、「みなと演劇会議」結成と「国際演劇祭inみなと」２０２５年開催に向けての委員会結成を準備中。

## 出演作品
◎劇団民藝
1961年　久保栄作「火山灰地」村山知義演出(第一部　第二部)
1963年　小山祐士作「泰山木の木の下で」宇野重吉演出
ＪＰサルトル作「狂気と天才」村山知義演出
1964年　島崎藤村作「夜明け前」松尾哲二演出「女の勤行」
アンネフランク作「アンネの日記」菅原卓演出(ファンダーン)
1965年　ショーロホフ作「拓かれた処女地」宇野重吉演出（イワン・ネステレンコ）
大橋喜一作「コンベア野郎に夜はない」早川昭二演出（亭主）
1966年　「悲しみの酒場のバラード」菅原卓演出
小林ひろし作「郡上の立百姓」早川昭二演出
1967年　アーサーミラー作「ヴィシーでの出来事」菅原卓演出（ユダヤ人の給仕）
「うちのお姉さん」宇野重吉演出（ワロージャ）
庄野英二作「星の牧場」宇野重吉演出（ティンパニー）
1968年　シェークスピア作「ヴェニスの商人」浅利慶太演出（グラシャーノー）
アルブーゾフ作「イルクーツク物語」宇野重吉演出（セルジューク）
1969年　カミュ作「正義の人々」宇野重吉演出（牢番）
1970年　アーサーミラー作「みんな我が子」菅原卓演出
「七月六日」宇野重吉演出（ポドボイスキー）
木下順二作「審判」宇野重吉演出（ロシア人検察官）
1971年　アーサーミラー作「るつぼ」菅原卓演出
劇団民藝退団。
「ケイトンズヴィル事件の九人」有吉佐和子演出（企画、出演）
劇団「友」設立
たいらまさお作「海賊オーロカーナの冒険」藤原新平演出（出演）
劇団「鬼の演」
山内久作「若者たち」伊藤豪演出
太陽プロモーション所属
2001年11月　劇団アドック設立（六本木6丁目）
設立準備作品　神尾哲人作「何とて我を」（田中正造の妻カツを描く）
渡良瀬川土壌改良工事終結記念
（公演地）加須、館林、大田等渡良瀬川流域
2002年　芥川竜之介作　神尾哲人脚色「雛」演出・出演
（初演）オリベホール（再演）横浜赤レンガ倉庫ホール、麻布区民センターホール
2003年　三浦綾子作　神尾哲人脚色「母」演出・出演
（初演）オリベホール（再演）豊島公会堂、加須パストラル、天童市民文化会館、
エポック中原ホール、麻布区民センターホール
小公演　三浦綾子作「壁の声」より　神尾哲人脚色「壁」野方区民会館
三浦綾子作　神尾哲人脚色「この重きバトンを」中野芸能小劇場
2009年　三浦綾子作　神尾哲人脚色「新しき鍵」演出・出演
2010年　三浦綾子作　神尾哲人脚色「青い棘」演出・出演
2011年　芥川龍之介作　神尾哲人脚色「雛」演出・出演
2012年　小公演（演劇祭、レストラン、フリースペース利用）
チェーホフ作「熊」「白鳥の歌」「結婚申込み」演出
三浦綾子作　三園ゆう子脚色「母」三園ゆう子の独り語り　演出
3.11被災地公演（岩沼、塩釜）
川崎能楽堂　藤沢市尊徳記念館その他で公演　演出
神尾哲人作「そして河童は消えた」演出
O・ヘンリー作　神尾哲人脚本「最後のひと葉」演出
ルナール作　神尾哲人脚本「にんじん」演出、出演
三浦綾子作　神尾哲人脚色「貝殻」演出
2013年　三浦綾子作　神尾哲人脚色「母」演出・出演
2015年　芥川龍之介作　神尾哲人脚色「雛」演出・出演　　　　
2016年　神尾哲人作「月さびよ」前編（三浦綾子作「細川ガラシャ夫人」参照作品）演出、出演
2017年　神尾哲人作「月さびよ」完結編（三浦綾子作「細川ガラシャ夫人」参照作品）演出、出演
2018年　神尾哲人作「多喜二・その母」（三浦綾子作「母」参照作品）演出・出演
2019年　客演「琉球国独立・告発状」岩本巧演出　出演
2019年　神尾哲人作「みなと笄川伝説」演出・出演
2020年　芥川龍之介作　神尾哲人脚色「雛」演出・出演
テレビ(ドラマ)
「徳川家康」佐治日向守
「勝海舟」松平伊豆守
「マー姉ちゃん」「いちばん星」
「大都会パートⅡ」「大江戸捜査網」「水滸伝」「白い巨塔」乾教授「子連れ狼」「岸辺のアルバム」他
司会「奥様８０１」(テレビ朝日)「みどりの地球」(NHK教育テレビ)「のびゆく大宮」(テレビ埼玉)他多数
映画「告白的女優論」「西のペテン師東の詐欺師」他多数
コマーシャル　「日本文化センターテレフォンショッピング」キャスター　他多数
劇団アドック設立以来、港区民との交流を土台に、国際シニア演劇祭 in みなと　の開催を企画、みなと演劇塾を設立しシニアを中心にした演劇セミナー開催をすすめている。
その拠点を赤坂から白金に移して活躍している。